# Волфрам (език за програмиране)
Езикът Волфрам (на английски: Wolfram Language) е мулти-парадигмен програмен език, който е залегнал в основата на математическия софтуер Mathematica и на облака Wolfram Programming Cloud, създадени от компанията Волфрам Рисърч, с основател и главен изпълнителен директор е Стефан Волфрам. Проектиран е да бъде максимално общ, но набляга на символното смятане, функционалното програмиране и логическото програмиране. Може да работи с произволни структури и данни
Езикът обхваща много области, повечето специализирани. В него са включени вградени функции за генериране и изпълнение на Тюринг машини, за създаване на графики и звуци, за анализ на 3D модели, за операции с матрици и за решаване на диференциални уравнения. Разполага с обширна документация и специално създадена Волфрам Програминг Лаб (на английски: Wolfram Programming Lab) за лесен достъп при изучаване.
От 2013 г. той се предоставя в пакет със системния софтуер, инсталиран на всеки едноплатков компютър Raspberry Pi, разпространяван в британските училища с цел популяризиране на обучението по основи на компютърните науки. Едноплатковият модул Edison, представен през 2014 г. от Intel, също включва езика в софтуера си. Има планове езикът да бъде интегриран и в платформата за разработка на игри Unity.

## История
Стивън Волфрам е британски учен, известен с работата си в областта на физиката на елементарните частици и клетъчните автомати, компютърните науки и математиката. Той е автор на книгата „A New Kind of Science“. Създател е на приложния софтуер Mathematica и на Wolfram Alpha, отговаряща машина, разработена през 2009 г. Това е онлайн услуга, която дава отговори на въпроси чрез пряко изчисляване на структурирана информация, както и чрез предоставяне на списък от уеб страници, които могат да съдържат отговора. Точно както търсеща машина тя извежда списък с резултати.
Въпреки че програмният език съществува от над 25 години, сегашното му наименование е официално обявено едва през юни 2014 г. Преди това вътрешно се използват няколко имена, като „M“ и „Wolfram Language“. Обсъждани са и други възможности, сред тях „Lingua“ и „Express“, а след използването му в „Mathematica“ той често е наричан „Mathematica“.

## Характеристики
За разлика от други езици за програмиране желанието на създателите на езика е да вградят в него колкото се може повече възможности и знания за реалния свят, така че да получат кохерентна структура с висока степен на автоматизация. Това е постигнато с повече от 5000 вградени функции и структури, автоматизиращи изчисленията.
Самият Волфрам нарича езика си средство за „програмиране, основано на знания“ и се стреми да го направи, заедно със софтуерната си философия, достъпен за повече хора, включително начинаещи студенти и деца. Затова решава да създаде версия на езика и инструментите за развитието му като „свободна облачна услуга“. За тази цел публикува книга – „An Elementary Introduction to the Wolfram Language“, която е безплатна за четене онлайн или може да се поръча в печатна версия от уебсайта на компанията или от Amazon. Волфрам казва: „Моята голяма цел е да направя колкото може по-широко достъпно това, което може да се направи с изчисления.“ Със своите открития той се надява един ден „случайни деца да могат да създават такива неща, каквито в миналото можеха да постигнат само учените с най-сложните инструменти“.
Основните принципи, залегнали в езика, са:
- Научно програмиране, основано на максимум знания: философията на езика Волфрам е да съдържа възможно най-много знания за алгоритмите и за света.
- Мета алгоритми: възможно най-голяма автоматизация, за да могат програмистите да се концентрират да определят какво искат да направят, а езикът автоматично да открие как да го направи.
- Кохерентност: езикът поддържа обединена и елегантна структура, където всичко си пасва, постигнато чрез силен фокус към принципите на дизайна на ядрото, през широк обхват от функционалности
- Символно представяне: всичко (данни, формули, графики, код, документи) се представя като символични изрази, осигурявайки възможност за гъвкаво програмиране
- Модел на света: езикът Волфрам има широкоспектърен вграден модел на света чрез Wolfram Alpha и знае как да направи не просто изчисления за абстрактни данни, единици, дати, геолокация, но също и директно да ги свърже с обекти от реалния свят.
- Естествено разбиране на езика (на английски: Natural language understanding, NLU, част от обработката на естествен език): позволява включване на ежедневен език в кода.
- Универсално внедряване: Разполагане на езика на всякакви платформи – десктоп, облак, мобилни приложения, вграден софтуер.
- Позволява формат на изчисляеми документи (на английски: Computable Document Format, CDF): документите стават част от езика. и дават възможност за смесване на изпълним код с текст, графики, интерфейс и др.
- Вградена свързаност с широк спектър от езици, услуги, програми и устройства с помощта на Wolfram Cloud.
- Интерактивност: Средата за разработка на езика е напълно интерактивна и позволява да се стартира код, докато се пише.
- Напълно мащабируем: предоставя възможност за мащабиране от програми с един ред до програми с милиони редове, и от самостоятелно използване до широко публично разгръщане.
- Мултипарадигмен, сливащ език: чрез уникалния си символичен характер, езикът слива много програмни парадигми, познати и нови.
- 25-годишна история на последователност и визия: ядрото на езика поддържа конкурентоспособен код повече от 25 години.

## Разпространение
През 2012 г. във Великобритания започва кампания по популяризиране на усвояването на компютърните науки в училищата. За тази цел се произвежда евтиният компютър Raspberry Pi, а в неговия пакет със софтуер е включена Mathematica и езикът Волфрам.
Raspberry Pi са малки компютри с размерите на кредитна карта, които работят с версия на Linux, но не са много мощни: Волфрам предупреждава, че графичният интерфейс на Mathematica може да бъде „бавен“, но интерфейсът с команден ред е бърз и машината е все още значително по-бърза от тези, на които Mathematica стартира преди 25 години. За сметка на това е надежден: „Raspberry Pi ... ме насърчи да опитам нов начин да свържа реалния свят и компютърния. На първо място е лесно да свързвате устройства към Pi, а Pi е достатъчно малък и евтин, за да можете да го поставите почти навсякъде. И ако стартирате на него програма на Волфрам, той е достатъчно надежден, за да може да се очаква тя да върви вечно, като анализира и качва данни, контролира автономна система, анализира и маршрутизира трафика, или нещо друго“.
Въпреки предимствата му, популярността на езика Волфрам все още изостава в сравнение със стандартните езици за програмиране.